# Una talpa al bioparco
Una talpa al bioparco è un film italiano del 2004 diretto da Fulvio Ottaviano.

## Trama
David vive con il fratello Libero, una sorta di figlio a carico, tanto geniale quanto inconcludente, preda continua di dubbi e fobie di ogni tipo. Per sbarcare il lunario, David si ritrova a inforcare fieno e a spalare escrementi allo zoo come guardiano, finché non gli capita tra i piedi un "animale" appartenente ad una specie sconosciuta. Il tipo in questione si chiama Giorgia, ma oltre al fatto che è bella da morire e che gira in Cherooke, che tira calci se la si stuzzica, che migra in continuazione, che cambia pelle con estrema facilità, David non riesce a scoprire altro. Chi è Giorgia?